# Psaphara conwayi
Psaphara conwayi là một loài bướm đêm trong họ Noctuidae.